# 馬腹一
马腹一（半人马座β，简称Beta Cen、β Cen）是一颗视星等为0.61的恒星，位于半人马座。其为恆星亮度列表中第12亮的恒星，亦是该星座第二亮的恒星（第一为南门二）。不过据现代观测手段，马腹一实为由多颗恒星组成的恆星系統。据依巴谷卫星所测量的视差计算，该系统距太阳系约为390光年（120秒差距）。
人们常用马腹一来寻找南十字座，进而确定方位。其与南门二所组成的连线指向南十字座的顶端——十字架一，而十字架一与十字架的底端——十字架二所组成的连线则指向南天极。
该天体于北纬30°以北均不可见。在中国只有部分南方省市能够观测到，其最佳观测时间为4月至5月。

## 名称
在古代中国，因该星为星官“马腹”的第一颗星，由此而得名马腹一。
在近代西方，依据拜耳命名法命名规则，其名为半人马座β（英語：Beta Centauri）。
在阿拉伯世界，人们冠以其“哈达尔”之名（阿拉伯语：حضار），“哈达尔”之词根意指“存在”、“大地上”或“安定、文明的地区”，亦有天文学家指出该名字可能由来于“哈达尔”升起至地平线以上的高度过低。2016年，由國際天文聯會组建的IAU恆星名稱工作組将“哈达尔”列为马腹一的标准名称之一。

## 特征

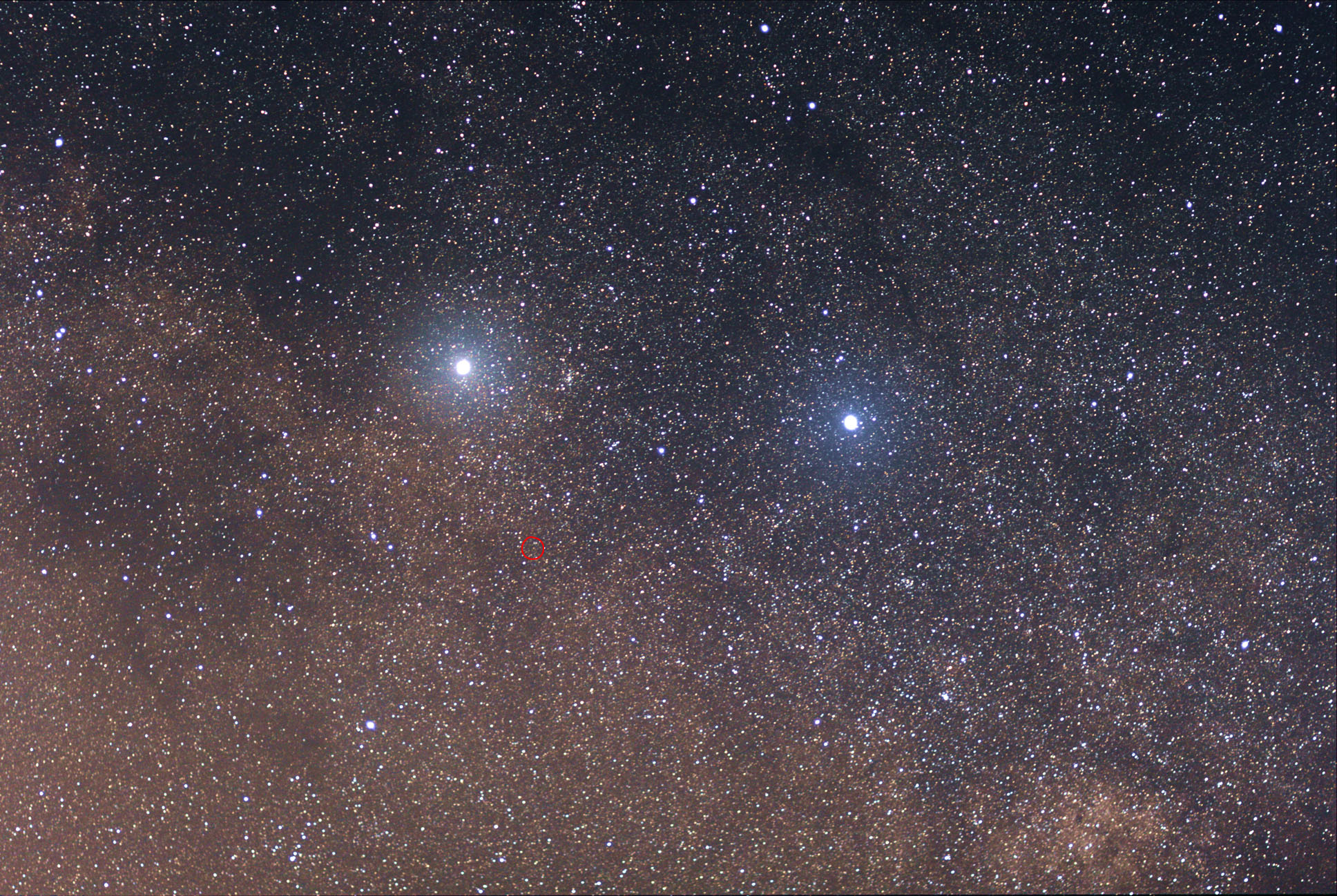
南門二（左）与马腹一（右）

马腹一由三颗恒星组成，分别为半人马座β Aa、Ab和B。
1935年，荷兰天文学家约昂·福特首先确认了伴星半人马座β B，并为其编号为VOU 31。该伴星的视星等为4，可能是一颗B1 Ⅴ型矮星，其与主星的距离为1.3"，绕行周期约为288.267年。
1967年，天文学家观测到马腹一主星的徑向速度呈周期性变化，因而推测其为双谱分光双星。这一推测后于1999年得到证实，马腹一主星分别由半人马座β Aa和Ab组成，其公转周期约为357天，軌道離心率为0.8254。而后在2005年的计算中得出该联星之间的距离约为4个天文單位。
半人马座β Aa和Ab皆为B1 Ⅲ型巨星，由主序星经恒星演化而来，并且均属于仙王座β型變星，脉动周期约为3.768小时。